# Ганнибалова клятва
Ганнибалова (Аннибалова) клятва — крылатое выражение, означающее твёрдую решимость бороться с кем или чем-либо и победить, клятву сделать нечто делом всей своей жизни.
Когда Ганнибалу было девять лет, его отец Гамилькар взял мальчика с собой в Испанию, где хотел возместить своему городу потери, понесённые в ходе Первой Пунической войны. Перед отправлением в поход отец приносил жертвы богам, а после жертвоприношения он позвал к себе Ганнибала и спросил, хочет ли он отправиться с ним. Когда мальчик с радостью согласился, Гамилькар заставил его поклясться перед алтарём, что он всю жизнь будет непримиримым врагом Рима.
По словам Полибия и некоторых других историков, Ганнибал сам рассказал сирийскому царю Антиоху III эту историю. Фраза «Ганнибалова клятва» стала крылатой.
В русской публицистике «Ганнибалова клятва» стала синонимом вражды к крепостничеству и самодержавию.